# Rorschwihr
Rorschwihr (en alsacià Rorschwihr) és un municipi francès, situat a la regió del Gran Est, al departament de l'Alt Rin. L'any 1999 tenia 366 habitants.

## Demografia
| 1962 | 1968 | 1975 | 1982 | 1990 | 1999 |
| ---- | ---- | ---- | ---- | ---- | ---- |
| 248  | 264  | 272  | 303  | 350  | 366  |

## Administració
| Període   | Identitat         | Partit |
| --------- | ----------------- | ------ |
| 2001-2008 | Marie-Line Kreyer |        |
| 2008-     | Olivier Stocky    |        |